# Kottivakkam
Kottivakkam es una ciudad censal situada en el distrito de Chennai en el estado de Tamil Nadu (India). Su población es de 20217 habitantes (2011). Se encuentra a 11 km de Chennai y a 69 km de Kanchipuram. Forma parte del área metropolitana de Chennai.

## Demografía
Según el censo de 2011 la población de Kottivakkam era de 20217 habitantes, de los cuales 10222 eran hombres y 9995 eran mujeres. Kottivakkam tiene una tasa media de alfabetización del 88,23%, superior a la media estatal del 80,09%: la alfabetización masculina es del 92,30%, y la alfabetización femenina del 84,06%.